# ビーコンタワーレジデンス
ビーコンタワーレジデンス(BEACON Tower Residence)は、東京都江東区東雲に所在する超高層マンション。

## 概要
三菱製鋼工場跡地の再開発エリア「東雲キャナルコート」の北東部に位置する。41階建の超高層マンション。北側にはプラウドタワー東雲、南側にはキャナルファーストタワーなど超高層マンションが連続している。建物の西側は道路を挟んで東雲キャナルコートCODANが隣接している。敷地の東側は辰巳運河に面している。完成当時は江東区内で9番目に高い超高層ビルであった。

## 沿革
- 2006年（平成18年）9月 - （仮称）JV東雲Ⅰ街区プロジェクトとして着工。
- 2009年（平成21年）2月 - 竣工。

## 特徴
- 免震構造
- オール電化
- 24時間有人管理

## 交通
- 東京メトロ有楽町線「辰巳駅」徒歩9分・「豊洲駅」駅徒歩12分、東京臨海高速鉄道りんかい線「東雲駅」徒歩13分